# 德黑兰路 (巴黎)

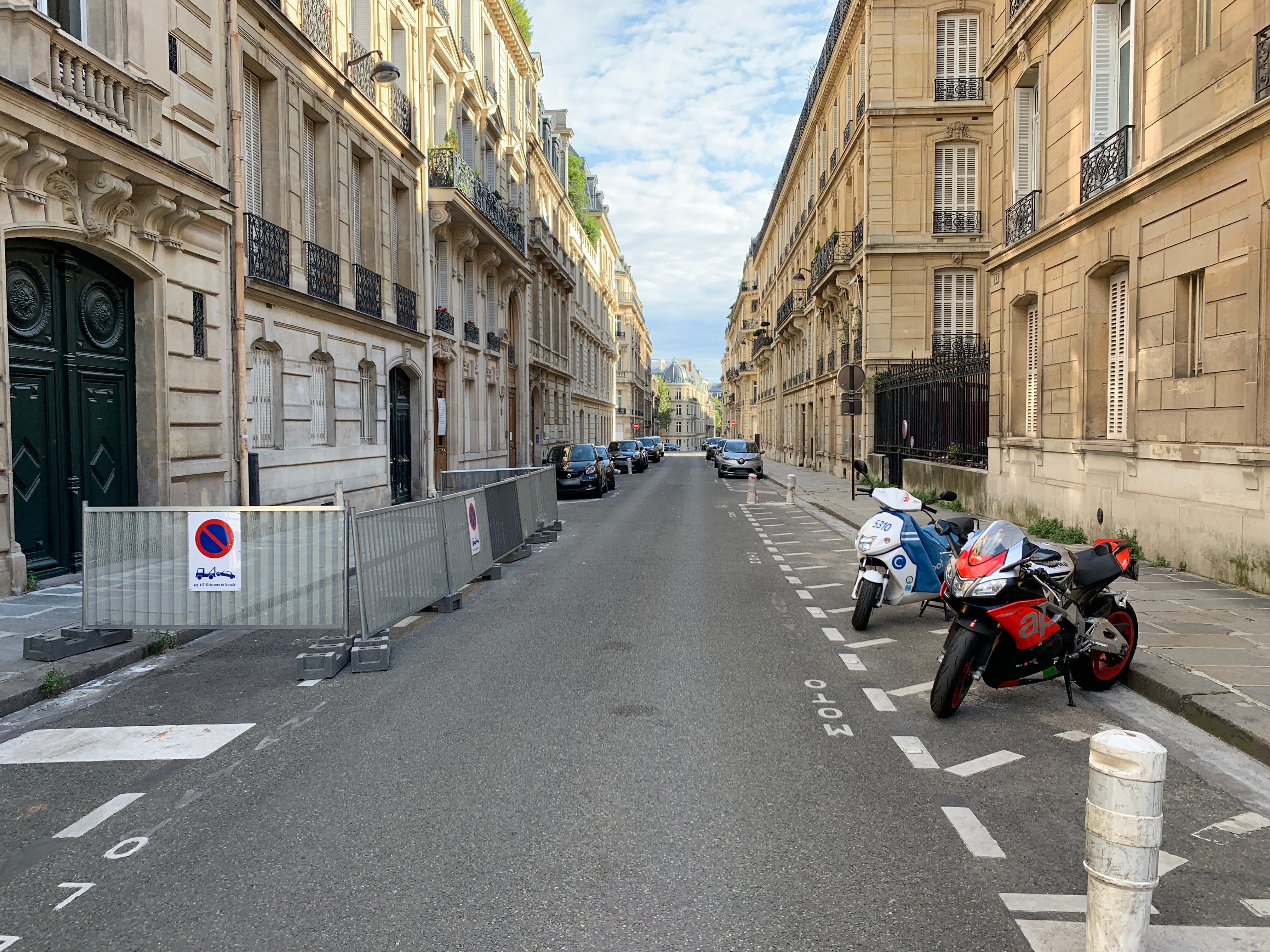
德黑蘭路（2021年8月）

德黑兰路（法语：Rue de Téhéran）是巴黎第八区的一条街道。 始于奥斯曼大道，止于蒙梭路（rue de Monceau）。长345米，宽16米。

## 名称
德黑兰路得名于伊朗首都德黑兰。

## 历史
这条路开辟于1810年。原名Avenue de Plaisance。1864年改为现名。

## 建筑

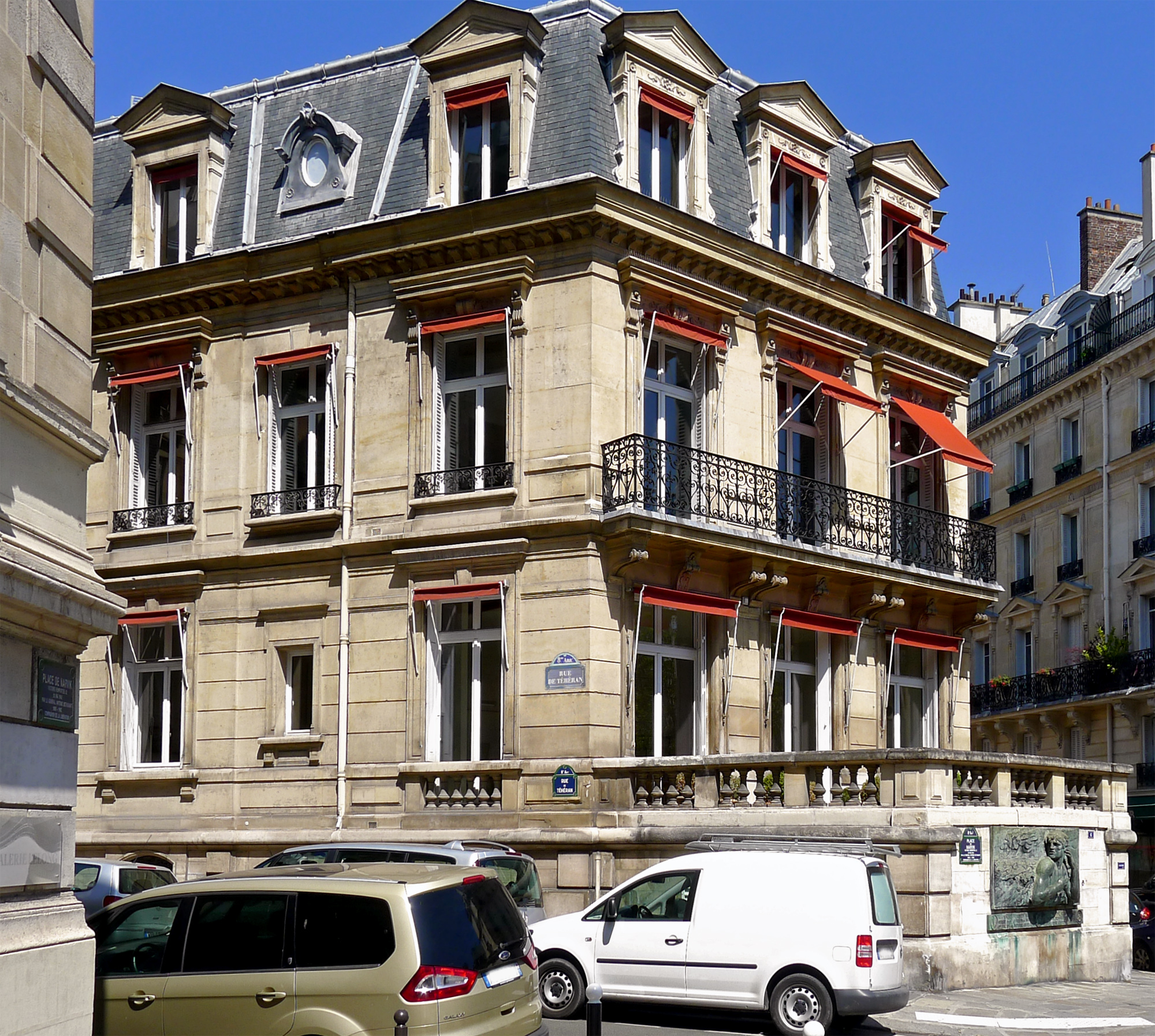
10号
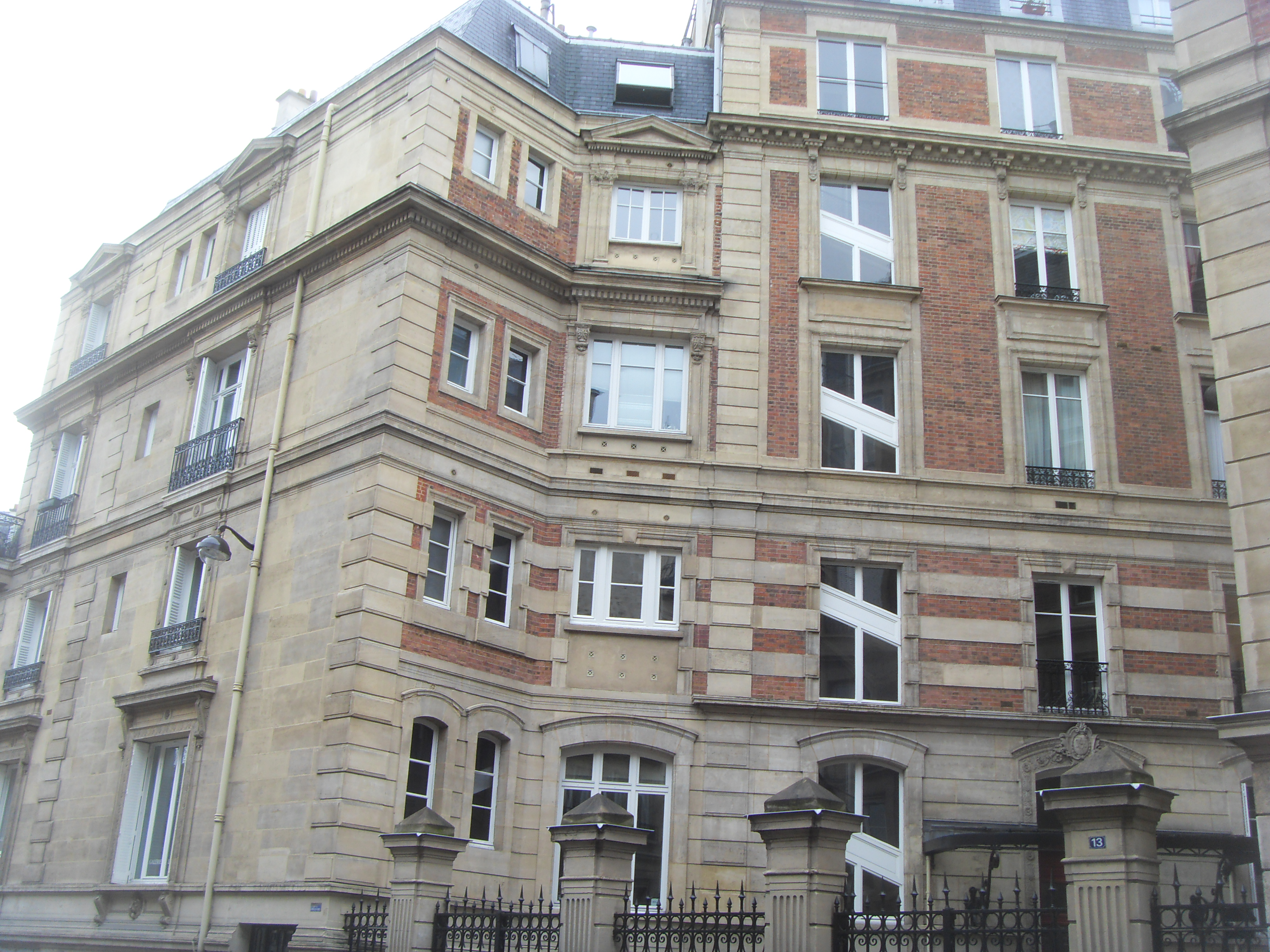
13号